# پارک ملی ابردیر
پارک ملی ابردیر (به لاتین: Aberdare National Park) یک پارک ملی در کنیا است که در کنیا واقع شده‌است.